# Steven Lichteveld
Steven Jan Hein Lichteveld (Arnhem, 19 juni 1980) is een Nederlandse voormalig handballer. 

## Biografie
Lichteveld kwam tijdens zijn spelerscarrière onder andere uit voor V&L, BFC, Eynatten, Sporting Neerpelt en Limburg Lions. Ook kwam hij uit voor het Nederlands team. In 2010 stopte hij met zijn actieve spelerscarrière bij Limburg Lions.